# Dicranostyles ampla
Dicranostyles ampla är en vindeväxtart som beskrevs av Adolpho Ducke. Dicranostyles ampla ingår i släktet Dicranostyles och familjen vindeväxter.

## Underarter
Arten delas in i följande underarter:
- D. a. attenuata
- D. a. castanea